# Membri ai Academiei Române - N
Aceasta este o listă a tuturor membrilor Academiei Române ale căror nume încep cu litera N, începând cu anul înființării Academiei Române (1866) până în prezent.
- István Nagy (1904 - 1977), scriitor, membru titular (1974)
- Iosif Naniescu (1820 - 1902), mitropolit, carturar, membru de onoare (1888)
- Marius Nasta (1890 - 1965), medic, membru titular (1955)
- Anton Naum (1829 - 1917), poet, membru titular (1893)
- Ștefan Nădășan (1901 - 1967), inginer, membru titular (1963)
- Constantin Năstăsescu (n. 1943), matematician, membru corespondent (1993)
- Theodor Anton Neagu (1932 - 2017), paleontolog, membru titular (2001)
- Fănuș Neagu (1932 - 2011), scriitor, membru titular (2001)
- Olga Necrasov (1910 - 2000), antropologă, membru titular (1990)
- Anton Alexandru Necșulea (1908 - 1993), inginer, membru de onoare (1993)
- Dumitru Theodor Neculuță (1859 - 1904), poet, ales post-mortem (1948)
- Dimitrie Negreanu (1858 - 1908), fizician, membru corespondent (1893)
- Traian Negrescu (1900 - 1960), inginer, membru titular (1955)
- Emil Alexandru Negruțiu (1911 - 1988), inginer agronom, membru corespondent (1974)
- Costache (Constantin) Negruzzi (1808 - 1868), scriitor, membru fondator (1867)
- Iacob C. Negruzzi (1842 - 1932), scriitor, membru titular (1881)
- Paul Negulescu (1874 - 1946), jurist, membru de onoare (1936)
- Petre P. Negulescu (1872 - 1951), filosof, om politic, membru titular (1936)
- Costin D. Nenițescu (1902 - 1970), chimist, membru titular (1955)
- Ioan S. Nenițescu (1854 - 1901), poet, membru corespondent (1896)
- Ion Nestor (1905 - 1974), istoric, arheolog, membru corespondent (1955)
- Nicolae Nestorescu (1901 - 1969), medic, membru corespondent (1963)
- Nicolae de Hohenzollern-Sigmaringen (1903 - 1978), principe, membru de onoare (1929)
- Constantin T. Nicolau (1897 - 1973), medic, membru corespondent (1963)
- Gheorghe Nicolau (1886 - 1950), inginer, membru titular (1948)
- Ion Nicolau (1885 - 1963), medic, membru corespondent (1955)
- Ștefan Gh. Nicolau (1874 - 1970), medic, membru de onoare (1948)
- Ștefan S. Nicolau (1896 - 1967), medic, membru titular (1948)
- Constantin S. Nicolaescu-Plopșor (1900 - 1968), arheolog, istoric, etnograf, folclorist, antropolog, geograf, membru corespondent (1963)
- Miron Nicolescu (1903 - 1975), matematician, membru titular (1955)
- Gheorghe Niculescu (1923 - 1995), general-locotenent, medic, membru de onoare (1992)
- Ion T. Niculescu (1895 - 1957), medic, membru corespondent (1955)
- Oscar Niculescu (1860 - 1939), jurist, membru de onoare (1934)
- Ștefan Niculescu (1927 - 2008), compozitor, muzicolog, membru titular (1996)
- Paul Niedermaier (n. 1937), istoric, arhitect, membru titular (2018)
- Ion I. Nistor (1876 - 1962), istoric, om politic, membru titular (1915)
- Iuliu Nițulescu (1895 - 1975), medic, membru titular (1955)
- Constantin Noica (1909 - 1987), filosof, ales post-mortem (1990)
- Valeriu Novacu (1909 - 1992), fizician, membru corespondent (1948)
- Erasmus Julius Nyarady (1881 - 1966), botanist, membru titular (1948)